# Volo ČSA 511 (marzo 1961)
Il volo ČSA 511 era un volo operato da un Ilyushin Il-18 che si schiantò a Igensdorf vicino a Norimberga il 28 marzo 1961 mentre volava attraverso la Germania Ovest.
Una commissione investigativa tedesca dichiarò come causa principale dell'incidente l'errore del pilota o un malfunzionamento del pilota automatico. Gli investigatori sovietici rifiutarono questa conclusione, e sostennero che l'incidente era stato causato da un'esplosione vicino alla coda dell'aereo.
Il 12 luglio 1961 un altro Ilyushin Il-18 operante sullo stesso volo, il volo ČSA OK-511, si schiantò vicino all'aeroporto di Casablanca-Anfa in Marocco, uccidendo tutte le 72 persone a bordo.